# Lethe dejeani
Lethe dejeani är en fjärilsart som beskrevs av Charles Oberthür. Lethe dejeani ingår i släktet Lethe och familjen praktfjärilar. Inga underarter finns listade i Catalogue of Life.